# Willem II in het seizoen 1960/61
Het seizoen 1960/1961 was het zevende jaar in het bestaan van de Tilburgse betaaldvoetbalclub Willem II. De club kwam uit in de Eredivisie en eindigde daarin op de 10e plaats. Tevens deed de club mee aan het toernooi om de KNVB Beker, hierin werd in de eerste ronde verloren van RBC (1–2).

## Wedstrijdstatistieken

### Eredivisie
|       | ADO   | Ajax  | Alkmaar '54 | DOS   | DWS/A | Elinkwijk | Sportclub Enschede | Feijenoord | Fortuna '54 | GVAV  | MVV   | NAC   | NOAD  | PSV   | Rapid JC | Sparta | VVV   |
| ----- | ----- | ----- | ----------- | ----- | ----- | --------- | ------------------ | ---------- | ----------- | ----- | ----- | ----- | ----- | ----- | -------- | ------ | ----- |
| Thuis | 4 – 0 | 3 – 5 | 3 – 0       | 2 – 2 | 1 – 1 | 4 – 1     | 0 – 1              | 0 – 4      | 3 – 2       | 2 – 2 | 2 – 2 | 1 – 0 | 0 – 2 | 3 – 2 | 1 – 0    | 2 – 1  | 2 – 3 |
| Uit   | 1 – 0 | 6 – 0 | 1 – 2       | 5 – 0 | 3 – 1 | 1 – 4     | 3 – 2              | 7 – 1      | 2 – 2       | 1 – 1 | 2 – 0 | 2 – 1 | 0 – 2 | 1 – 2 | 4 – 0    | 3 – 0  | 1 – 2 |

### KNVB beker
| Groepsfase                                               | LONGA                                                                       | 3 – 6 (1 – 2) | Willem II                                                       |
| 3 augustus 1960 Plaats: Tilburg Aan de spoorbrug         | Jan Meijer 20', 67' Leo Villevoye 53'                                       |               | 8', 31', 71', 90' Coy Koopal 81' Piet Timmermans 83' Kees Aarts |
| Groepsfase                                               | Willem II                                                                   | 4 – 1 (0 – 0) | BVV                                                             |
| 18 september 1960 Plaats: Tilburg Gemeentelijk Sportpark | Piet de Jong 46' Georg Lambert 66' (pen.), 86' Piet Timmermans 81'          |               | 58' Wim Heijmans                                                |
| Groepsfase                                               | NOAD                                                                        | 0 – 0         | Willem II                                                       |
| 1 januari 1961 Plaats: Tilburg Gemeentelijk Sportpark    |                                                                             |               |                                                                 |
| Groepsfase                                               | Willem II                                                                   | 5 – 3 (2 – 1) | Wilhelmina                                                      |
| 12 februari 1961 Plaats: Tilburg Gemeentelijk Sportpark  | Georg Lambert 13' Willy Senders 42' Coy Koopal 49', 72' Piet Timmermans 79' |               | 6' Antoon Martens Theo Borsten 90' Frans van der Stappen        |
| 1e ronde                                                 | RBC                                                                         | 2 – 1 (1 – 0) | Willem II                                                       |
| 11 mei 1961 Plaats: Roosendaal De Luiten                 | Cor van Zandvliet Chris de Vries                                            |               | Willy Senders                                                   |

## Statistieken Willem II 1960/1961

### Eindstand Willem II in de Nederlandse Eredivisie 1960 / 1961
| Stand | Gespeeld | Gewonnen | Gelijk | Verloren | Punten | Doelpunten voor | Doelpunten tegen |
| ----- | -------- | -------- | ------ | -------- | ------ | --------------- | ---------------- |
| 10e   | 34       | 13       | 6      | 15       | 32     | 53              | 71               |

### Topscorers
| #      | Naam             | Goal |
| ------ | ---------------- | ---- |
| 1.     | Coy Koopal       | 18   |
| 2.     | Georg Lambert    | 8    |
| 3.     | Kees Aarts       | 5    |
| 3.     | Willy Senders    | 5    |
| 5.     | Frans van Dongen | 4    |
| 6.     | Jan Brooijmans   | 3    |
| 6.     | Piet Timmermans  | 3    |
| 6.     | Rob Uytermerk    | 3    |
| 9.     | Jan Boor         | 2    |
| 10.    | Piet de Jong     | 1    |
| 10.    | Gerrit de Wit    | 1    |
| Totaal | Totaal           | 53   |

| #      | Naam            | Goal |
| ------ | --------------- | ---- |
| 1.     | Coy Koopal      | 6    |
| 2.     | Georg Lambert   | 3    |
| 2.     | Piet Timmermans | 3    |
| 4.     | Willy Senders   | 2    |
| 5.     | Kees Aarts      | 1    |
| 5.     | Piet de Jong    | 1    |
| Totaal | Totaal          | 16   |

## Voetnoten
ADO ·
Ajax ·
Alkmaar '54 ·
DOS ·
DWS/A ·
Elinkwijk ·
Sportclub Enschede ·
Feijenoord ·
Fortuna '54 ·
GVAV ·
MVV ·
NAC ·
NOAD ·
PSV ·
Rapid JC ·
Sparta ·
VVV ·
Willem II